# جنوب شرق آسيا البحري

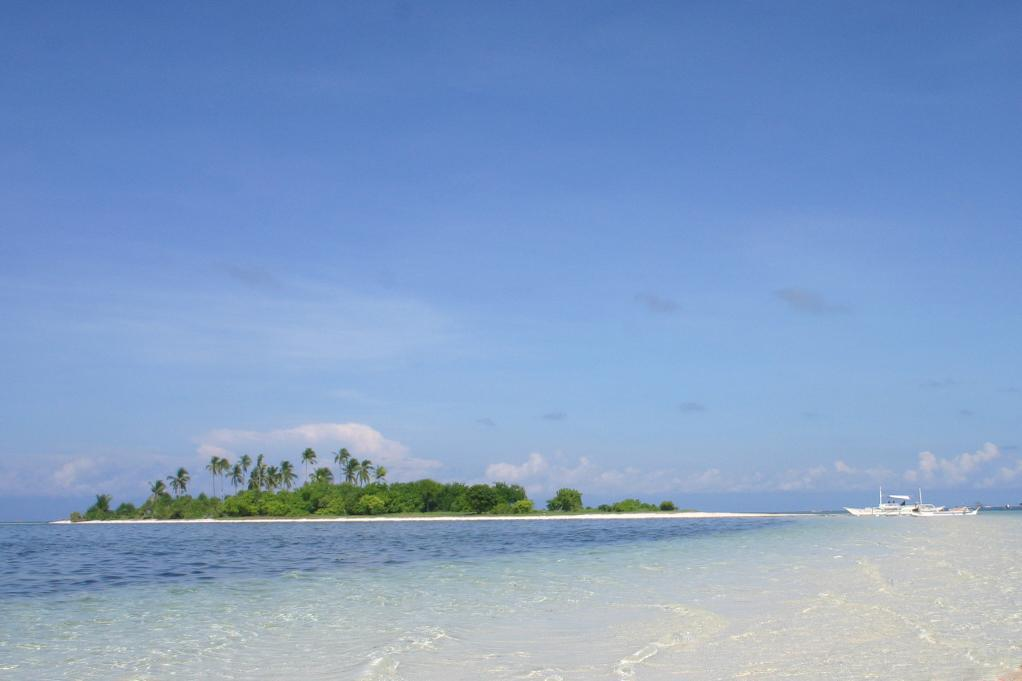
جزيرة غير مأهولة تمثل غالبية الجزر في الفلبين. جنوب شرق آسيا البحري هو إقليمٌ غير مُكتَنَفٍ باليابسة وهو مكون من أكبر أرخبيلين في العالم الكائنين بين المحيط الهندي وبحر الصين الجنوبي وغرب المحيط الهادي.

جنوب شرق آسيا البحري هو الإقليم البحري في جنوب شرق آسيا، وهو يُقابل ما يعرف بجنوب شرق آسيا البري. يتكون هذا الإقليم مما يُعرف الآن بماليزيا وبروناي وبالاو والفلبين وسنغافورة وإندونيسيا وتيمور الشرقية. ويُشار أحياناً إلى هذا الإقليم تحت اسم «جنوب شرق آسيا الجزري»، أما في ما يتعلق بمصطلح الهند الشرقية الذي ظهر في القرن السادس عشر، ومصطلح أرخبيل الملايو الذي ظهر في القرن التاسع عشر؛ فإنهما يشيران، إلى حدٍّ بعيد، لمنطقة مشابهة.
إنّ الاختلاف الديمغرافي الرئيس الذي لا يجعل «جنوب شرق آسيا البحري» جزءاً من الهند الصينية هو أنّ سكانها بشكلٍ غالب، ينتمون للشعوب الأسترونيزية (الملايوييون البولونيزيون والملانيزيون والميكرونيسيون)، وعلى الرغم من ذلك، فقد كان هناك تبادل ثقافي وتداخلٌ من خلال التجارة بين هذه المجموعة وجيرانهم من البر الآسيوي، مثل التاي كاداي والآستروآسيويين والصينيين، وكذلك مع المجموعات المحيطية مثل البابوابين والأقزام الزنجانية الآسيوية.
إنّ الثقافات السائدة في هذا الإقليم تتصف بأنها ثقافات بحرية وقبلية، وبشكلٍ غالب، غير صينية (إلا فيما يتعلق بسنغافورة، وبشكل أقل ولكنه مهم، بماليزيا). لقد نشرت الممالك التي نشأت في جاوة، مثل سريفيجايا وإمبراطورية ماجاباهيت، دوافعاً ثقافيةً متشابهةً في تلك المناطق (مثل الغاميلان والكولينتانغ). يشكل جنوب شرق آسيا البحري أقدم كتلة في أسترونيزيا، ومع الأرخبيل الفلبيني يمثلُ الوطن الأم لكل الملايويين البولونيزيين (الأسترونيزيين غير الفورموسانيين).

## الثقافة والسكان
يعيش في الإقليم أكثر من 540 مليون، وتعد جاوة أكبر جزيرة من حيث عدد السكان. بشكلٍ غالب، فإن السكان الذين يقطنون هذا الإقليم ينحدرون من الشعوب الأسترونيزية، وبشكلٍ متوافق، فإنهم يتحدثون اللغات الملايوية - البولينيزية الغربية. كما ويتشارك سكان هذه المنطقة مع سكان جنوب شرق آسيا البري والأسترونيزيين في المحيط الهادي بالعديد من الروابط الثقافية والاجتماعية. يُعدُّ الإسلام الدين السائد في المنطقة، مع غالبية مسيحية في كلٍّ من الفلبين وتيمور الشرقية وبالاو، كما ويعتنق كثيرون البوذية والهندوسية والإحيائية.
تاريخياً، كان يُشار إلى الإقليم بكونه جزءاً من الهند العظمى، كما في كتاب «الدول المهندة في جنوب شرق آسيا» لكويدس؛ حيث أشار إلى الإقليم بوصفه «جنوب شرق آسيا الجزري»، كذلك كان يُشار للإقليم بكونه جزءاً من أسترونيزيا أو أوقيانوسيا؛ وذلك تبعاً للأصول التاريخية والعرقية اللغوية المشتركة بين المجموعات الحالية (مجموعات الميكرونيزيين والبولينيزيين) بكونها من هذا الإقليم.

## التاريخ
يؤكد المؤرخون على الترابط في الإقليم والذي يمكن اعتباره وحدة واحدة من الناحيتين الثقافية والاقتصادية، وهي حالةٌ مشابهة لحالة حوض البحر المتوسط. يمتدُّ الإقليم من دلتا نهر يانغتسي في الصين إلى شبه جزيرة الملايو، متضمناً بحر الصين الجنوبي وخليج تايلند وبحر جاوة. ويمكن القول أن الشعوب المتصلة في هذه الشبكة التجارية لديهم من المشتركات البينية التي تجمعهم مع بعضهم البعض أكثر مما يجمعهم مع جيرانهم في البر؛ وهكذا يمكن تصنيف الإقليم موحدة ثقافية واقتصادية منفردة. ومع ذلك، فإنَّ هذا الإقليم يَختلف عن حوض البحر المتوسط من الناحية التاريخية؛ إذ انفردت في هذا الإقليم قوة سياسية واقتصادية واحدة مسيطرة على التجارة وهي الصين، بينما تعددت القُوى في البحر الأبيض المتوسط.

## وصلات خارجية
- فنون جنوب شرق آسيا البحري، فهرس مفصل من متحف المتروبوليتان للفنون.